# Кендзежин — Лібуш
Кендзежин – Лібуш – запланований до спорудження на початку 2020-х другий інтерконектор між польською та чеською газотранспортними системами.
На початку 2020-х у Польщі заплановане будівництво трубопроводу Щецин – Страхотина, котрий має транспортувати норвезький газ, доправлений на балтійське узбережжя через Baltic Pipe. Він має не лише забезпечувати споживачів західних та південних регіонів країни, але й стати частиною підтриманого Євросоюзом коридору Північ – Південь між Балтійським та Адріатичним морями. Для цього повинні споруджений потужний інтерконектор, котрий з’єднає ГТС Польщі та Чехії (вже наявний інтерконектор в районі Бельсько-Бяла має незначну пропускну здатність у 0,5 млрд м3). Він пройде від чеського міста Лібуш (Libhošť) до Кендзежин-Козьле, де буде з’єднаний зі спорудженою у другій половині 2010-х підсистемою  Одолянув – Кендзежин – Творуг (стане частиною згаданого вище коридору Щецин – Страхотина).
Загальна довжина інтерконектору становитиме 107 км, в тому числі 52 км по чеській та 55 км по польській території. Трубопровід матиме діаметр 1000 мм (такий самий, як і Щецин – Страхотина).
У 2019-му підписали угоду на спорудження у Кендзежині компресорної станції, котра обслуговуватиме створений тут газовий хаб та забезпечуватиме перекачування блакитного палива у різних напрямках – на захід, схід та південь. Первісно вона буде мати три газотурбінні агрегати загальною потужністю 23 МВт з можливим подальшим розширенням до 69 МВт.